# قصر الرياضة (عمان)
قصر الرياضة صالة رياضية متعددة الإستعمالات، تقع في مدينة الحسين للشباب في العاصمة الأردنية عمّان ، تأسست الصالة سنة 1983 على أرض مساحتها 4800 م2 ، أرضيتها مطاطية، تقام عليها منافسات ألعاب كرة اليد كرة السلة الكرة الطائرة تنس الطاولة ورياضة الجمباز، تتسع الصالة لنحو 3000 متفرج، وهي مزودة بنظام تكيف مركزي، وقد ساهمت الصالة بتنشيط الرياضة في الأردن، وتعتبر من أوائل وأقدم الصالات الرياضية المغلقة في المملكة الأردنية الهاشمية، تم افتتاح الصالة سنة 1983 بعرض في رياضة الجمباز أدته البطلة الأولمبية الرومانية ناديا كومانتشي برعاية ملك الأردن آنذاك الحسين بن طلال 

## وصلات خارجية
- الموقع الرسمي للمجلس الأعلى للشباب (الأردن)  نسخة محفوظة 12 سبتمبر 2016 على موقع واي باك مشين.